# 圣弗雷茹
圣弗雷茹（法語：Saint-Fréjoux，法語發音：[sɛ̃ fʁeʒu]）是法国科雷兹省的一个市镇，属于于塞勒区。

## 地理
圣弗雷茹（45°32'46"N, 2°22'22"E）面积24.93 平方千米，位于法国新阿基坦大区科雷兹省，该省份为法国中南部省份，北起上维埃纳省和克勒兹省，西接多爾多涅省，南至洛特省，东临多姆山省和康塔爾省。
与圣弗雷茹接壤的市镇（或旧市镇、城区）包括：艾克斯、圣艾蒂安欧克洛、圣埃克叙佩里-莱罗什、于塞勒。

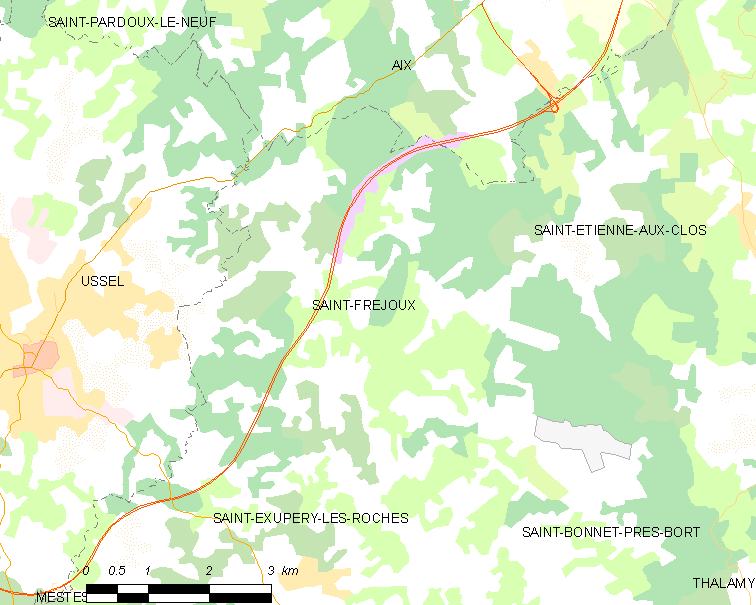
圣弗雷茹的OSM定位图

圣弗雷茹的时区为UTC+01:00、UTC+02:00（夏令时）。

## 行政
圣弗雷茹的邮政编码为19200，INSEE市镇编码为19204。

## 政治
圣弗雷茹所属的省级选区为上多尔多涅县。

## 人口

1962-2008年间圣弗雷茹人口变化图示

圣弗雷茹于2022年1月1日时的人口数量为263人。